# Iglesia de Santa María (Castelló de Encús)

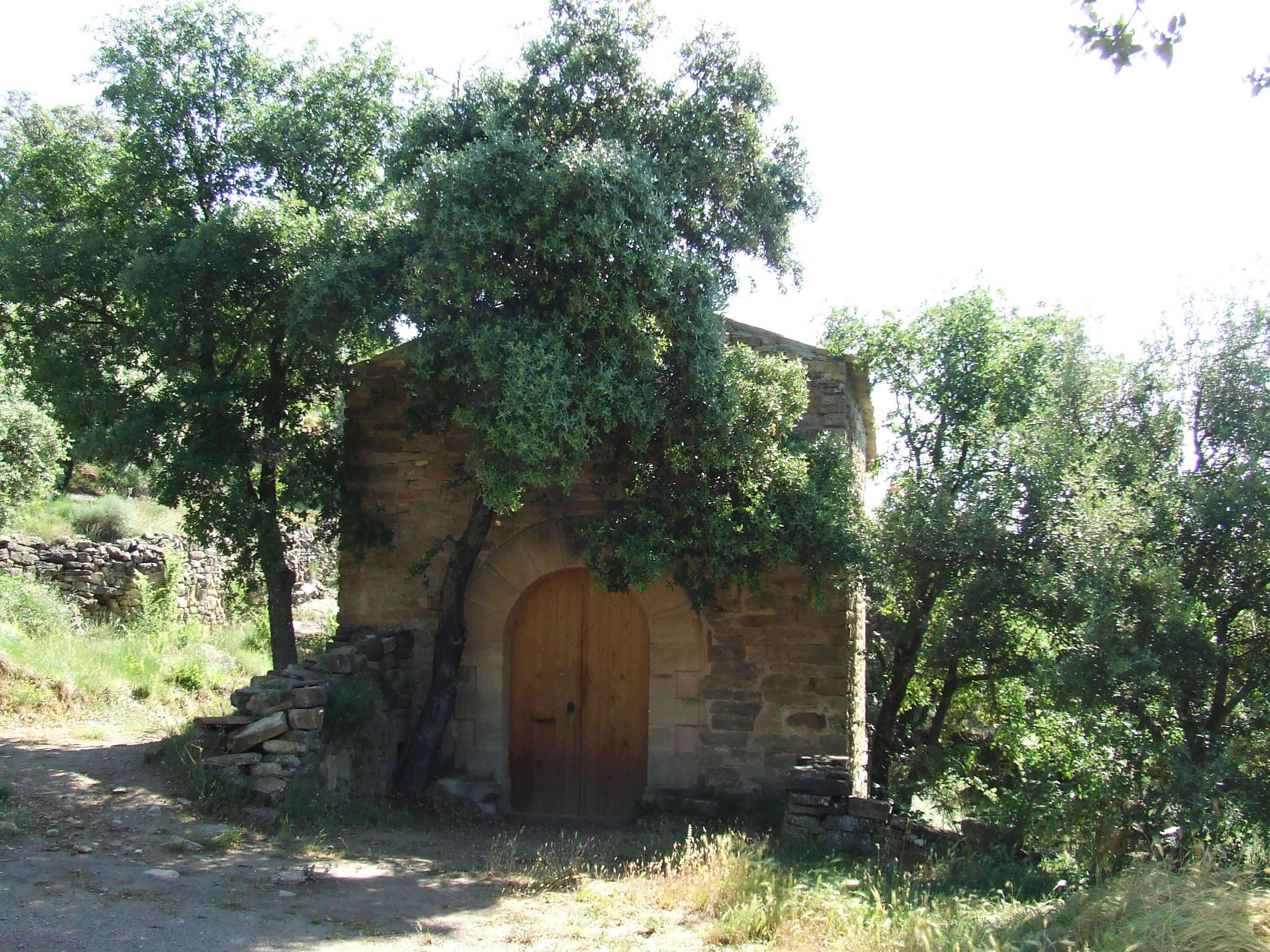
Fachada de la iglesia

La iglesia Santa María de Castelló de Encús era la iglesia románica tardía del pueblo de Castelló de Encús, del término de Talarn, en la comarca del Pallars Jussá y provincia de Lérida.
Se trata de un bello edificio románico tardío, de una sola nave, con ábside incluido en el propio cuerpo que la nave. Ha sido recientemente en el 2009 restaurada, ya que se había quedado sin cubierta y habían crecido árboles en su interior.
Los muros norte y sur presentan detalles del aparato claramente románicos, si bien tardíos. Además, hay dos ventanas, situadas en los lados laterales del ábside, también de factura medieval, aunque poco convencional para el románico.